# The Idiots
Pour les articles homonymes, voir Idiots.
The Idiots est un groupe allemand de punk rock.

## Histoire
Les membres du groupe commencent en 1978 avec du punk oi! lent, qui évoluera ensuite vers du punk hardcore au milieu des années 1980. Après plusieurs concerts et quelques participations à des compilations, le premier album They Call Us : The Idiots sort en 1984, et attire l'intérêt de la presse spécialisée,,. Le deuxième album Cries of the Insane suit en 1987, et attire lui aussi l'intérêt de la presse,. Par la suite, la composition du groupe a subi quelques changements ; le batteur et la bassiste font leurs adieux au groupe. Le troisième album Station of Life, sorti en 1989, comprend de nettes influences thrash metal. Sir Hannes et le guitariste Holger Bals quittent ensuite le groupe ; des membres fondateurs, seul le bassiste Olaf Jantoss est resté. Avec un nouveau chanteur, le quatrième album Im Zeichen des Kreuzes voit le jour en 1992, mais il ne peut renouer avec l'ancienne époque des Idiots. Le groupe se sépare ensuite.
Dès 1986 - parallèlement à son activité d'idiot - Sir Hannes forme groupe de crossover Phantoms of Future, qui était parfois sous contrat avec des majors et qui se sépare fin 2001 après 16 ans. Il forme ensuite en 2002 le groupe punk folk Honigdieb, qui existe en date de 2020. Depuis 1987, Sir Hannes Schmidt gère également le magasin de disques et distributeur Idiots Records dans le centre-ville de Dortmund.
En 2012, The Idiots font leur retour avec un nouveau guitariste et un nouveau batteur ; parmi les concerts, on peut citer des performances live au Rock in den Ruinen et au Ruhrpott Rodeo, le plus grand festival de punk d'Allemagne. La sortie du cinquième album Amok en avril 2013 a été suivie par les albums Gott sei Punk (2014) et Schweineköter (2019). En 2023, ils sortent le clip de leur single Never Give Up issu de l'album König der Idioten sorti la même année chez Massacre Records, qui est bien accueilli par la presse spécialisée.

## Discographie

### Albums studio
- 1984 : They Call Us: The Idiots (Mülleimer Records 012, SPV)
- 1987 : Cries of the Insane (We Bite, SPV)
- 1989 : Station of Life (We Bite)
- 1992 : Im Zeichen des Kreuzes (Rebel Records, SPV)
- 2013 : Amok (Idiots Records, Soulfood)
- 2014 : Gott sei Punk (Idiots Records)
- 2019 : Schweineköter (Idiots Records, Soulfood)
- 2023 : König der Idioten (Idiots Records, Soulfood)

### Compilations
- 1989 : Never Give Up (Snake Reco, SPV)
- 1995 : Idiot bis zum Tod! Ihre Größten Erfolge 79–89 (Day-Glo, SPV)

### EP
- 1983 : S04 und der BVB
- 1986 : Emmy, oh Emmy/Schweine im (ins)

### Apparitions notables
- 1981 : H’Artcore (avec  Stadion)
- 1984 : Hardcore Power Music Part 2 (avec Samstag Nacht)
- 1989 : Das Waren noch Zeiten (Snake Record 003, AM-Musik)
- 1989 : Unbenannt (Split-flexi avec Youth of Today, Emils et Negazione)
- 1990 : Schlachtrufe BRD
- 1990 : Kampftrinker – Deutsch Punk
- 1990 : Festival der Volxmusik
- 2006 : Punk Rock BRD 3
- 2012 : Sun of a Bastard 5